# Ботино, Клеманс
Клема́нс Ботино (фр. Clémence Botino род. 22 января 1997, Бе Мао) — французская модель, победительница конкурса красоты «Мисс Франция 2020», участница международного конкурса «Мисс Вселенная 2021».

## Биография

### Юность и образование
Клеманс Ботино родилась 22 января 1997 года в Ле-Госье (Гваделупа). 
В юности Клеманс занималась игрой на фортепиано и брала уроки сальсы. Получив школьное образование, она отправилась в Майами, где в Международной школе изучала английский язык. Затем Клеманс поступила в лицей Жервиль-Реаш, где проходила дополнительные литературные курсы.
В 2018 году Клеманс поступила в Сорбонну на факультет истории искусств.

### Карьера модели
3 августа 2019 года Клеманс выиграла региональный конкурс «Мисс Гваделупа». 14 декабря 2019 года она выиграла национальный конкурс красоты Мисс Франция» и стала третьей представительницей Гваделупы, которая выиграла конкурс красоты.
На международном конкурсе красоты «Мисс Вселенная 2021» она представляла Францию и по его итогам вошла в топ-10, заняв самое высокое место среди представительниц Европы. Её наряд, в котором она предстала перед зрителями, был посвящён Жозефине Бейкер. Костюм состоял из комплекта нижнего белья, украшенного стразами и величественными крыльями из перьев. Во время показа вечерних платьев она с трудом избежала падения, наступив на подол своего платья.
Клеманс представляла Францию на «Мисс мира 2023», где она вошла в топ-40 участниц.